# Карабельи, Камило Уго
Камило Уго Карабельи (исп. Camilo Ugo Carabelli; род. 17 июня 1999, Буэнос-Айрес) — аргентинский профессиональный теннисист. Победитель семи турниров ATP Challenger в одиночном разряде и 12 турниров ITF (4 — в одиночном разряде).

## Спортивная карьера
В 2018—2024 годах стал победителем семи турниров серии «челленджер» и четырёх турниров серии «фьючерс» в одиночном разряде.
И в 2016—2019 годах стал победителем ещё восьми турниров серии «фьючерс» в парном разряде.

### 2025
В середине января 2025 года стал участником основной сетки одиночного разряда турнира Большого шлема Открытого чемпионата Австралии. Где он в первом круге проиграл 19-летнему американцу Лёрнеру Тьену со счётом 6-4, 6-7, 3-6, 7-5, 4-6.

## Рейтинг на конец года
| Год  | Одиночный рейтинг | Парный рейтинг |
| 2024 | 97                | 573            |
| 2023 | 141               | 788            |
| 2022 | 127               | 281            |
| 2021 | 202               | 289            |
| 2020 | 350               | 403            |
| 2019 | 424               | 545            |
| 2018 | 351               | 568            |
| 2017 | 787               | 751            |
| 2016 | 950               | 784            |